# Puerto de la Luz, Mexiko
Puerto de la Luz är en ort i Mexiko.   Den ligger i kommunen Cadereyta de Montes och delstaten Querétaro Arteaga, i den centrala delen av landet, 180 km norr om huvudstaden Mexico City. Puerto de la Luz ligger 1 928 meter över havet och antalet invånare är 439.
Terrängen runt Puerto de la Luz är bergig åt nordost, men åt sydväst är den kuperad. Puerto de la Luz ligger uppe på en höjd. Runt Puerto de la Luz är det ganska glesbefolkat, med 22 invånare per kvadratkilometer. Närmaste större samhälle är Pacula, 13,9 km nordost om Puerto de la Luz. I omgivningarna runt Puerto de la Luz växer huvudsakligen savannskog.